# Saccolaimus saccolaimus
Saccolaimus saccolaimus — є одним з видів мішкокрилих кажанів родини Emballonuridae.

## Поширення
Країни поширення: Австралія, Бангладеш, Бруней-Даруссалам, Камбоджа, Індія, Індонезія, Малайзія, М'янма, Папуа Нова Гвінея, Філіппіни, Соломонові острови, Шрі-Ланка, Таїланд, В'єтнам. Був записаний від рівня моря до 1200 м над рівнем моря. Проживає в густих лісах, заболочених ділянках та плантаціях. Денні місця спочинку включають дупла старих дерев, старі будівлі і скелясті ущелини. Утворює невеликі колонії в п'ять чи шість особин.

## Поведінка
Харчуються термітами, жуками та іншими комахами. Його політ дуже швидкий і високий: від 300 до 400 м від поверхні землі. З'являється дуже рано ввечері. Самиця народжує одне дитинча.

## Загрози та охорона
Немає серйозних загроз для цього широко розповсюдженого і адаптованого виду. Цей вид зустрічається в багатьох охоронних територіях.